# Agrilus ruzzieri
Agrilus ruzzieri é uma espécie de inseto coleóptero polífago pertencente à família dos buprestídeos. É um dos representantes do gênero Agrilus.
Foi descrita formalmente pela primeira vez no início de 2016, pelo entomólogo italiano especialista em besouros Gianfranco Curletti, apresentando distribuição sul-americana, especificamente no Paraguai.